# Portefeuille
Pour les articles homonymes, voir Portefeuille (homonymie).
 (février 2011).
Si vous disposez d'ouvrages ou d'articles de référence ou si vous connaissez des sites web de qualité traitant du thème abordé ici, merci de compléter l'article en donnant les références utiles à sa vérifiabilité et en les liant à la section « Notes et références ».

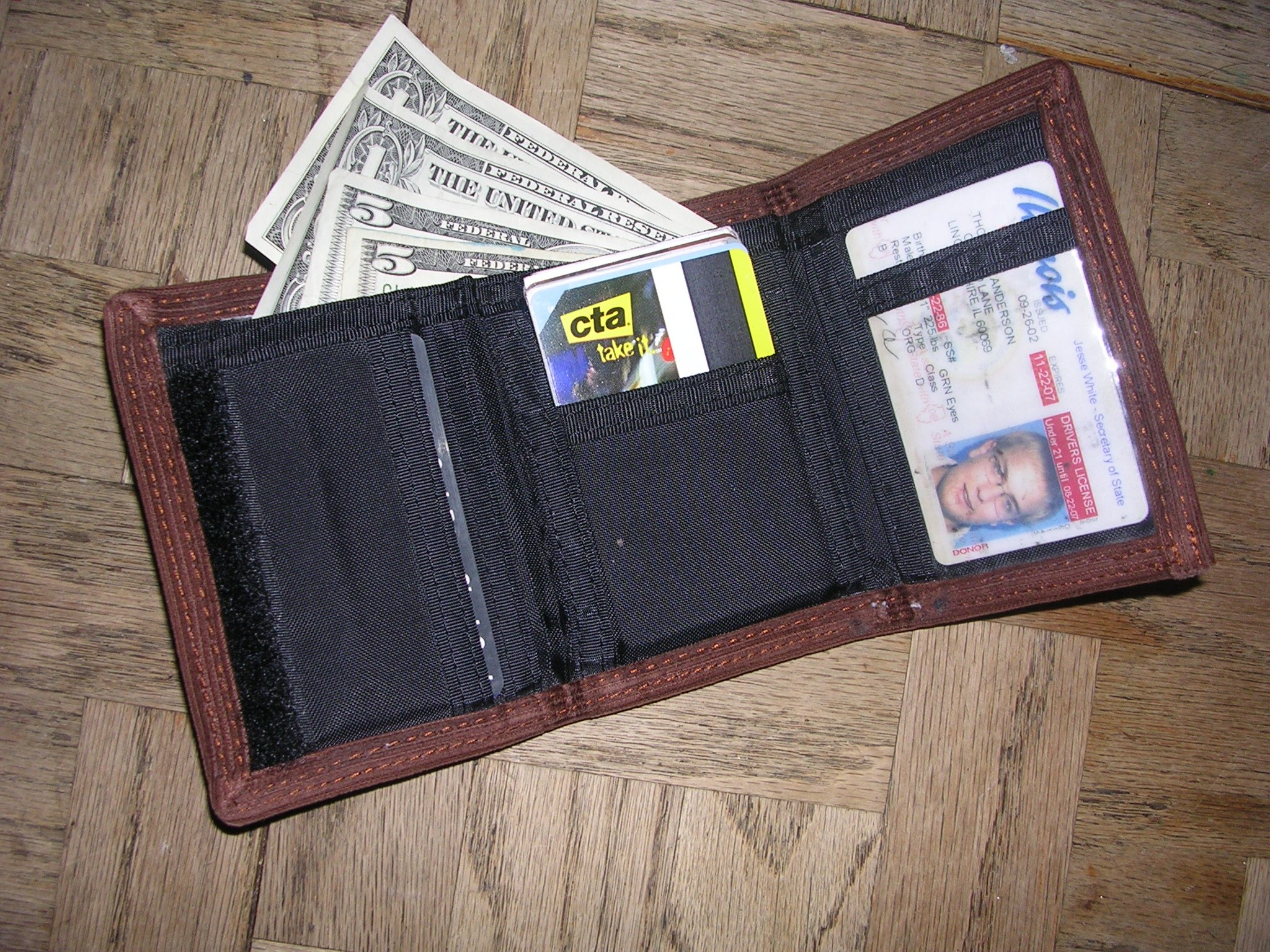
Un portefeuille

Un portefeuille est un accessoire de la taille d'une poche utilisé pour ranger son argent, des documents personnels (papiers d'identité, permis, etc.) ainsi que des cartes de banque, des cartes de membre, des cartes de visite, etc.
Accessoire typiquement masculin à l'origine, le portefeuille est de plus en plus utilisé par les femmes au lieu du porte-monnaie pour des raisons évidentes de facilité mais également d'élégance.
Le portefeuille pour homme se place généralement dans la poche arrière droite du pantalon ou dans une poche de veste. Dans les grandes villes ou les lieux touristiques ou s'il est précieux, on conseille de le porter dans une poche intérieure, sur la poitrine, en version holster ou dans un sac banane pour éviter de se le faire voler. Il est également possible de le fixer à l'aide d'une petite chaîne.

## Différents modèles
Les deux modèles les plus communs de portefeuilles sont :
- le double portefeuille (deux volets, s'ouvre comme un livre) ;
- le triple portefeuille (les deux volets se rabattent à l'intérieur, avec rabat intérieur à fenêtre ou en forme de Z).

Qu'il soit double ou triple, un portefeuille peut optionnellement disposer :
- d'une deuxième grande poche à billet (la poche est cloisonnée et souvent centrale) ;
- d'un porte-monnaie (ouvert et placé derrière les cartes de crédit ou formé d'une poche à bouton pression) ;
- d'une pochette amovible transparente ou avec fenêtre (pour carte d'identité par exemple) ;
- de grandes poches supplémentaires ;
- d'un fermoir (modèle pour femme) ;
- d'une boucle de fermeture à lichette ou à pression (modèle pour homme ou pour femme) ;
- d'un clip magnétique pour maintenir les billets.

On trouve dans un portefeuille classique :
- des billets de banque ;
- des pièces de monnaie ;
- une carte d'identité ;
- une carte d'assurance maladie ;
- des cartes bancaires
- des cartes de membres (association, parti politique, magasin, bibliothèque, vidéo-club, etc.)

accessoirement :
- un passeport
- un permis de conduire
- une carte d'embarquement
- une carte d'électeur
- une photographie des enfants, du conjoint ou d'autres personnes chères
- une amulette
- notes et pense-bête

En général, un portefeuille pour homme mesure environ 10 × 10 cm ou 14 × 10 cm. La plupart sont noirs ou bruns mais toutes les tonalités sont possibles.[réf. nécessaire]
Un portefeuille pour femme est en général deux fois plus large qu'un modèle pour homme, est équipé d'un porte-monnaie, d'un fermoir, parfois d'une sangle (style sac à main) et est souvent de couleurs.[réf. nécessaire]
La plupart des modèles de portefeuilles vendus dans les pays anglo-saxons (même s'ils sont fabriqués en Europe) ne sont pas adaptés aux formats des billets de banque ni aux cartes d'identité européennes qui nécessitent des portefeuilles offrant une largeur (fermé) ou une hauteur d'au moins 11 cm.[réf. nécessaire] Un billet de 500 €, le plus grand, mesure 160 × 82 mm alors que le billet de 5 €, le plus petit, mesure quant à lui 120 × 62 mm.
La plupart des portefeuilles sont fabriqués par des maroquiniers à partir de cuir de veau, de vachette ou de bufflonne ou de matière exotique (alligator, crocodile, autruche, python, anaconda, lézard, requin, raie, etc.), voire d'un mélange de plusieurs cuirs.[réf. nécessaire]
Pour le grand public, il existe évidemment toute une panoplie de portefeuilles en plastique ou autre matière synthétique, en tissu, en aluminium ou en cuir ordinaire (correctement tanné mais granuleux, de qualité moyenne), y compris des imitations de cuir exotique (veau-croco).[réf. nécessaire]
Aujourd'hui, le prix d'un portefeuille ordinaire d'entrée de gamme est inférieur à 50 €. 
Le prix d'un portefeuille en cuir exotique débute aux environs de 200 - 400 €. 
Le prix d'un portefeuille en cuir exotique confectionné sur mesure commence vers 1 800 €.[réf. nécessaire]
Bien souvent, en cas de vol, la perte de l'argent est la moindre peine à côté des démarches à faire pour récupérer ses papiers. Un vol de portefeuille à l'étranger où les papiers d'identité sont nécessaires pour retourner chez soi peut être dramatique.[réf. nécessaire]

## Matières utilisées
Si le cuir est utilisé majoritairement, des matières différentes sont également utilisées : textile, synthétique, aluminium…

## Utilisation dans la mode et l'art
- Les portefeuilles sont des accessoires de mode, les créateurs et les stylistes créent en permanence de nouveaux modèles afin de suivre les tendances du moment. Les variations concernent entre autres, le choix : 
  - de la forme ;
  - des couleurs ;
  - des matières.